# Georges Pootmans
Georges Roland Pootmans (* 19. Mai 1917 in Regina, Saskatchewan, Kanada; † 11. September 1976 in Montréal) war ein belgischer Eishockeynationalspieler.

## Karriere
Georges Pootmans nahm für die belgische Nationalmannschaft an den Olympischen Winterspielen 1936 in Garmisch-Partenkirchen teil. Mit seinem Team belegte er den 13. und somit letzten Platz. Er selbst kam im Turnierverlauf in drei Spielen zum Einsatz und erzielte dabei zwei Tore. Auf Vereinsebene spielte er für CSHB Bruxelles.